# Zemská silnice B220
Zemská silnice Gänserndorfer Straße B220 se nachází ve východní části spolkové země Dolní Rakousko. Vede z okresního města Gänserndorf na severozápad do obce Kollnbrunn, která je součástí městyse Bad Pirawarth. Délka silnice je zhruba 18 km.

## Popis
| km   | Místo              | Popis                                                                                       | m n. m. |
| ---- | ------------------ | ------------------------------------------------------------------------------------------- | ------- |
| 0    | Gänserndorf        | Na kruhovém objezdu výjezd z Angerner Straße B8 severním směrem ihned nadjezd přes Nordbahn | 165     |
| 0,6  | Gänserndorf        | průjezd městem                                                                              | 163     |
| 3,7  | Schönkirchen       | průjezd obcí                                                                                | 159     |
| 5,1  | Reyersdorf         | průjezd obcí                                                                                | 159     |
| 5,3  | Reyersdorf         | most přes potok Weidenbach                                                                  | 155     |
| 8,5  | Raggendorf         | průjezd obcí                                                                                | 173     |
| 9,0  |                    | úrovňový železniční přejezd přes Stammersdorfer Lokalbahn                                   | 162     |
| 11,6 | Gross-Schweinbarth | průjezd obcí                                                                                | 166     |
| 16,9 | Bad Pirawarth      | průjezd městysem                                                                            | 177     |
| 18,1 | Kollnbrunn         | konec silnice B220 nájezdem na Brünner Straße B7                                            | 185     |

Poznámka: v tabulce uvedené kilometry a nadmořské výšky jsou přibližné.